# フェラ空港
フェラ空港（Fera Airport）は、ソロモン諸島フェラ島にある空港。2012年4月に新ターミナルが完成した。

## 就航路線
| 航空会社     | 就航地   |
| ------------ | -------- |
| ソロモン航空 | ホニアラ |